# Bram Leenards
Bram Leenards (Den Haag, 14 juni 1940) is een Nederlands voormalig waterpoloër, die ook uitkwam voor het Nederlandse waterpoloteam.
In 1962 doet hij mee aan het Europees Kampioenschap in Leipzig. Ze eindigden op de zesde plaats, alleen het Belgische team achter zich latend. Hun coach was Ruud van Feggelen (1923-2002), die daar zijn carrière als coach begon.
In Rome 1960 en Tokio 1964 deed Leenards mee aan de Olympische Spelen. Beide keren eindigde het Nederlands zevental op de achtste plaats.
Leenards is lid van Orange All Stars.
Jan Bultman · 
Fred van Dorp · 
Henk Hermsen · 
Ben Kniest · 
Bram Leenards · 
Hans Muller · 
Wim van Spingelen · 
Nico van der Voet · 
Harry Vriend · 
Wim Vriend · 
Gerrit Wormgoor
Fred van Dorp · 
Henk Hermsen · 
Ben Kniest · 
Harry Lamme · 
Bram Leenards · 
Hans Muller · 
Harro Ran · 
Harry Vriend · 
Fred van der Zwan